# Josef Strauss
Josef Strauss (født 20. august 1827, død 22. juli 1870) var en østrigsk komponist og dirigent. Han var søn af Johann Strauss d.æ. og bror til Johann Strauss d.y., og ligesom sin far og bror komponerede han wienermusik, dog i en mindre bombastisk og mere forfinet stil.
Josef Strauss havde problemer med helbredet og ville i første omgang ikke være professionel musiker, men nøjes med at komponere i sin fritid. Alligevel gled han efterhånden ind i musikerfaget og blev dirigent ligesom faderen og broderen.

## Værker af Josef Strauss
- Die Ersten und Letzten – vals, op. 1 (1853)
- Die Ersten nach den Letzten – vals, op. 12 (1854)
- Die Guten, Alten Zeiten – vals, op. 26 (1856)
- Perlen der Liebe – koncertvals, op. 39 (1857)
- Moulinet – polka-mazurka, op. 57 (1858)
- Sympathie – polka-mazurka, op. 73 (1859)
- Lustschwärmer – vals, op. 91 (1860)
- Wiener Bonmots – vals, op. 108 (1861)
- Winterlust – polka, op. 121 (1862)
- Auf Ferienreisen! – polka, op. 133 (1863)
- Die Schwätzerin – polka-mazurka, op. 144 (1863)
- Wiener Couplets – vals, op. 150 (1863)
- Dorfschwalben aus Österreich – vals, op. 164 (1864)
- Frauenherz – polka-mazurka, op. 166 (1864)
- Sport-Polka op. 170 (1864)
- Geheimne Anziehungskräfte (Dynamiden) – vals, op. 173 (1865)
- Stiefmütterchen – polka-mazurka, op. 183 (1865)
- Transaktionen – vals, op. 184 (1865)
- Die Marketenderin – polka, op. 202 (1866)
- Die Libelle – polka-mazurka, op. 204 (1866)
- Delirien – vals, op. 212 (1867)
- Sphären-Klänge – op. 235 (1868)
- Eingesendet – polka, op. 240 (1868)
- Plappermäulchen – polka, op. 245 (1868)
- Aquarellen – vals, op. 258 (1869)
- Eislauf – polka, op. 261 (1869)
- Mein Lebenslauf Ist Lieb` Und Lust! – vals, op. 263 (1869)
- Die Tanzende Muse – polka-mazurka, op. 266 (1869)
- Feuerfest! – polka, op. 269 (1869)
- Ohne Sorgen! – polka, op. 271 (1869)
- Nilfluthen – vals, op. 275 (1870)
- Jokey – polka, op. 278 (1870)
- Die Emancipierte – polka-mazurka, op. 282 (1870)